# Sant Esteve vell de Montesclado
Sant Esteve vell de Montesclado és l'antiga església parroquial romànica, actualment en ruïnes, del poble de Montesclado, en el terme municipal de Farrera, a la comarca del Pallars Sobirà. Està situada en el cementiri del poble de Montesclado.

## Descripció
Aquesta era l'antiga església parroquial del poble de Montesclado, però actualment tan sols conserva visible el mur de migdia, amb una porta tapiada a l'interior de la qual hi ha la data 1686 gravada en una pedra. A la part més propera a l'absis es conserva una finestra de doble esqueixada. Es nota encara vora un metre d'alçada de l'antic absis i el mur de tramuntana, coberts per la runa i la vegetació.

## Història
Les primeres notícies de l'església són del 1314, quan fou objecte de visita dels deganats de l'arquebisbe de Tarragona, quan formava part del deganat de Cardós. Al principi del segle xvi, la rectoria de Montesclado, juntament amb la de la Glorieta (de Montesclado), regida per Joan Castell, era valorada en 10 lliures i 2 sous, i pertanyia a l'oficialitat de Tírvia.